# Ceratothoa capri
Ceratothoa capri is een pissebed uit de familie Cymothoidae. De wetenschappelijke naam van de soort is voor het eerst geldig gepubliceerd in 1964 door Trilles.